# Нака (лек крайцер, 1925)
Нака (на японски: 那珂) е лек крайцер на Императорските ВМС на Япония, третият кораб от крайцерите тип „Сендай“. Служи по времето на Втората световна война. Флагмански кораб на флотилия разрушители.

## Предистория
Крайцерите от типа „Сендай“ се строят в Япония в рамките на корабостроителната програма „осем-осем“: първият кораб е планирано да се приемв на въоръжение през 1921 г., обаче Вашингтонското морско съглашение води до отмяната на строителството отначало на последните четири крайцера от дадения тип, а след това и на четвъртия крайцер. Японският флот в крайна сметка решава да се концентрира в строителството на тежки крайцери.

## Характеристики
Леките крайцери от типа „Сендай“ са последващо продължение на серията леки крайцери тип „Нагара“ с водоизместимост 5500 т, съхранявайки подобен външен вид, енергетическата установка и въоръжението. Техните котли, обаче, са разположени по-удачно: на тях има 4 парни турбини, а не 3, което дава по-високата скорост от 35 възела. „Сендай“ и „Джинзу“ се различават по носа с наклонен форщевен, а на достроения по-късно „Нака“ носът е с развал към бордовете, което е по-характерно за тежките крайцери.
На всеки кораб на носа има хангар за хидросамолети, но до поставянето на специален катапулт, през 1929 г., нито един от тези крайцери не носи хидросамолети. По-късно катапултът е свален, а между 1934 и 1937 г. катапулт е поставен на задната палуба. Въоръжението им са седем 140-мм корабни оръдия Тип 3 със защитни щитове, две 76-мм корабни оръдия Тип 41 без щитове и две 13,2-мм зенитни картечници Тип 93. Торпедно въоръжение – осем торпеда Тип 93 в четири сдвоени торпедни апарата, по-късно са заменени с два четиритръбни апарата. Броня – 64 мм за броневия пояс и 29 мм за бронираната палуба.

## История на службата
Крайцерът „Нака“ е построен от компанията Mitsubishi в Йокохама на 30 ноември 1925 г. На 26 ноември 1941 г. става флагман на 4-та флотилия разрушители под командването на контраадмирал Шьоджи Нишимура. По време на нападението над Пърл Харбър участва в нахлуването на Южните Филипини в състава на 3-ти флот на вицеадмирал Ибо Такахаши, съпровождайки транспортните съдове с личния състав на 48-ма пехотна дивизия на борда. Крайцерът е леко повреден в резултат на обстрел от страна на бомбардировачи Boeing B-17, изтребители Seversky P-35 и Curtiss P-40 на Далекоизточните сили на ВВС на САЩ в състава нае въздушните сили на Армията на САЩ.
През януари 1942 г. 4-та флотилия разрушители участва в десантите на холандска Ост-Индия, съпровождайки 2-ри отряд морската пехота от Куре и бригадата „Сакагучи“, които участват в боевете за Таракан и Баликпапан (Борнео). На 24 януари 1942 г. ,по време на десанта на японците в Баликпапан, подводницата HNLMS „K XVIII“ на КВМС на Нидерландия, намираща се в надводно положение заради лошото време, изстрелва четири торпеда по крайцера „Нака“, но безрезултатно. Адмирал Нишимура заповядва на крайцера и разрушителите да настигнат подводницата, което отново е неуспешно. В отговор 5-та оперативна група на ВМС на САЩ в състав разрушителите „Перът“ (USS Parrott (DD-218)), „Поуп“ (USS Pope (DD-225)), „Джон Д. Форд“ (USS John D. Ford (DD-228)) и „Пол Джонс“ (USS Paul Jones (DD-230)) атакува незащитения конвой, потопявайки няколко транспортни съда. В края на февруари същата година 4-та флотилия съпровожда транспортните кораби с личен състав на 48-ма пехотна дивизия за последващите японски десантирания на Макасар, Целебеш и източна Ява. Начело на конвоя плават 2-ра флотилия разрушители, оглавляема от лекия крайцер „Джинзу“, и тежките крайцери „Начи“ и „Хагуро“.
„Нака“ участва в битката в Яванско море против нидерландския флот, сражавайки се на 27 февруари в центъра на събитията. На този ден, в 15:47, в бой влизат, освен крайцерите „Хагуро“, „Начи“ и „Джинзу“, разрушителите „Инадзума“, „Юкикадзе“, „Токицукадзе“, „Амацукадзе“ и „Хацукадзе“, „Ушио“, „Садзанами“, „Ямакадзэ“ и „Кавакадзе“. От страна на нидерландския флот, под командването на контраадмирал Карел Дорман са два тежки крайцера „Ексетър“ (HMS Exeter) и „Хюстън“ (USS Houston (CA-30)), три леки крайцера „Де Ройтер“ (Hr. Ms. De Ruyter) (флагмански кораб), „Ява“ (Hr. Ms. Java) и „Пърт“ (HMAS Perth (D29)) и девет разрушителя: „Електра“ (HMS Electra), „Енкаунтър“ (HMS Encounter), „Юпитер“ (HMS Jupiter), „Кортенар“ (Hr. Ms. Kortenaer), „Вите де Вит“ (Hr.Ms. Witte de With) и разрушителите от стар тип „Олден“ (USS Alden (DD-211)), „Джон Д. Едуардс“ (USS John D. Edwards (DD-216)), „Джон Д. Форд“ (USS John D. Ford (DD-228)) и „Пол Джонс“ (USS Paul Jones (DD-230)). В 16:03 в боя влизат „Нака“ и ескадрата разрушители: „Асагумо“, „Минегумо“, „Мурасаме“, „Харукадзе“, „Самидаре“ и „Юдачи“. Отначало са пуснати 43 торпеда Тип 93 от разстоянияе около 14,8 км, с които е потопен разрушителя „Кортенар“. Общо са изстреляни 72 торпеда с оглед и 8 торпеда от „Нака“, но японците нямат нито едно попадение след първия залп. „Асагумо“ се сближава на изстрел разстояние с „Електра“ и в резултат на боя потопява с оръдейни залпове британския разрушител, а „Юпитер“ отива на дъното след взрив в холандска морска мина. Към полунощ са торпилирани „Де Ройтер“ и „Ява“, в резултат на попадения на торпеда детонират боеприпасите на борда на съдовете. Боят продължава на следващия ден вече в Зондския пролив, но „Нака“ не участва там.
През март на същата година крайцерът „Нака“ патрулира акваторията между Ява и Целебеш, обаче на 14 март екипажът получава заповед да оглави силите за нахлуване на остров Рождество. В похода тръгват „Нака“, крайцерите от 16-ти дивизион „Нагара“ и „Натори“, разрушителите от 9-ти дивизион „Минегумо“ и „Нацугумо“, разрушителите от 22-ри дивизион „Сацуки“, „Минадзуки“, „Фумидзуки“ и „Нагацуки“, разрушителите от 16-ти дивизион „Амацукадзе“ и „Хацукадзе“, танкерът „Акебоно-мару“ и транспортните кораби „Кимишима-мару“ и „Кумагава-мару“. На 31 март 1942 г. десантът е осъществен без съпротива, обаче намиращата се неподалеч американска субмарина „Сийулф“ (USS Seawolf (SS-197)) дава два торпедни залпа по „Нака“. Първите четири торпеда пропускат в първия ден, а на 1 април, след пуск на две торпеда едно попада в десния борд на крайцера в съседство с котел № 1. „Натори“ отбуксира повредения съд в залива Бантам (Ява) за ремонт, а след това, със собствени сили, „Нака“ се добира до Сингапур. Щетите са толкова сериозни, че съда влиза за ремонт през юни и остава в резерва на флота до април 1943 г.
Точно една година след атаката при остров Рождество „Нака“ е включен в 14-ти крайцерски дивизион на контраадмирал Кендзо Ито, пристигайки на островите Трук на 30 април заедно с крайцера „Исудзу“. В течение на няколкото последващи месеца „Нака“ превозва войски между Маршаловите острови и Науру. На 21 октомври „Нака“ и „Исудзу“ отплават от Шанхай, охранявайки конвой от транспортни средства. На 23 октомври конвоят е прехванат от субмарината „Шад“ (USS Shad (SS-235)) в Източнокитайско море, която пуска 10 торпеда, но нито едн от тях не попада в крайцера. На 3 ноември, на 60 морски мили (111 км), северно от Кавиенг бомбардировачи B-24 Liberator на 13-та въздушна армия на САЩ извършват авионападение над конвоя: „Нака“ като по чудо не пострадва. На 5 ноември конвоят пристига в Рабаул, когато там се извършва нападение от американски самолети. „Нака“ получава неголеми повреди от пикиращи бомбардировачи, излетели от палубите на самолетоносачите „Саратога“ (USS Saratoga (CV-3)) и „Принстън“ (USS Princeton (CVL-23)). На 23 ноември крайцерът напуска водите на остров Понпей и се насочва към атола Тарауа с подкрепления, обаче още преди пристигането му там американците завземат острова.
От 17 до 18 февруари 1944 г. „Нака“ помага на лекия крайцер „Агано“, който е торпилиран ден преди това от субмарината „Скейт“ (USS Skate (SS-305)). Веднага след потеглянето на „Нака“ срещу Трук е извършено авионападение от силите на 58-ма оперативна група (Task Force 58), в хода на което са потопени 10 бойни кораба (два крайцера, четири разрушителя и четири спомагателни съда) и 31 транспорта, унищожени са 200 самолета и са повредени над 100. Вследствие на това японската база на островите Трук е напълно унищожена. На 35 морски мили (65 км) западно от островите „Нака“ е нападнат от три вълни самолети тип „Curtiss SB2C Helldiver“ и „Grumman TBF Avenger“ с бордовете на самолетоносачите „Бънкър Хил“ (USS Bunker Hill (CV-17)) и „Коупенс“ (USS Cowpens (CVL-25)). Екипажът отбива две от вълните, но в хода на третата корабът е ударен от торпеда и авиобомба. В резултат на взрив крайцерът се пречупва надве и потъва.
Около 240 члена на екипажа загиват, около 210, начело с капитан Сутедзава, са взети на борда от американски патрулни съдове. Крайцерът „Нака“ е изключен от списъка на Императорския флот на 31 март 1944 г.

## Коментари
1. ↑  Изначално крайцерът „Нака“ е заложен на 10 юни 1922 г., но неговият корпус е разрушен на стапела по време на Великото земетресение в Канто.